# Герд Хорнбергер
Герхард „Герд“ Хорнбергер (Валдфишбах-Бургалбен, 17. фебруар 1910 — Валдфишбах-Бургалбен, 17. фебруар 1988) био је немачки атлетичар, члан клуба Ајнтрахт Франкфурт из Франкфурта на Мајни, специјалиста за спринт. Као део немачке репрезентације са штафетом 4 х 100 м освоји је бронзану медаљу на Олимпијским играма 1936 и два пута европско првенство.
Каријера му је прекинута ратом, после којег је остао у атлетици вршећи разне функције у Атлетском савезу Немачке.
По професији, био је власник штампарије са седиштем у свом родном граду Валдфишбаху.

## Значајнији резултати
| Датум | Такмичење             | Место  | Пласман | Дисциплина | Резултат |
| ----- | --------------------- | ------ | ------- | ---------- | -------- |
| 1934  | Европско првенство    | Торино | 6.      | 100 м      | 11,0     |
| 1934  | Европско првенство    | Торино |         | 4 х 100 м  | 41,0     |
| 1936  | Летње олимпијске игре | Берлин |         | 4 х 100 м  | 41,2     |
| 1938  | Европско првенство    | Париз  |         | 4 х 100 м  | 40,09    |

Састави штафета које су освајале медаље
Европско првенство 1934.:Егон Шајн, Ервин Гилмајстер, Герд Хорнбергер, Ерих Борхмајер
Летње олимпијске игре1936.:Wilhelm Leichum, Ерих Борхмајер, Ервин Гилмајстер, Герд Хорнбергер
Европско првенство 1938.:Манфред Керш, Герд Хорнбергер, Карл Некерман, Јакоб Шојринг
На првенствима Немачке Герд Хорнбергер је био првак на 100 м (1936. и 1938), 200 м (1937) и са штафетом (1936. и 1937)